# 奧索塔河
奧索塔河（烏克蘭語：Осота），是烏克蘭的河流，位於該國東北部，屬於傑斯納河的左支流，發源自沃羅尼日東北面，流經蘇梅州，河道全長31公里，流域面積290平方公里。